# Charles de Rohan-Rochefort
Charles de Rohan, principe di Rochefort, principe di Montauban (Parigi, 7 agosto 1693 – 25 febbraio 1766), era un principe del casato di Rohan. Fu il fondatore della linea di Rochefort dei Rohan che continua ad esistere ai nostri giorni. Fu designato principe di Rochefort nonché principe di Montauban.

## Biografia
Nacque a Parigi dal principe e dalla principessa di Guéméné, era il quartogenito ed il terzo dei figli maschi della coppia. Suo fratello maggiore Hercule Mériadec, principe di Guéméné era della linea maschile maggiore, poiché il loro fratello maggiore François Armand, principe di Montbazon morì senza lasciare prole che portasse avanti la successione di Guéméné.
Come figlio minore, gli fu dato il titolo di principe di Rochefort, un titolo che gli sarebbe rimasto fino alla morte. In quanto membro del casato di Rohan egli godette del prestigioso rango di prince étranger, ottenuto al principio del XVII secolo poiché i Rohan rivendicavano la loro ascendenza dai duchi di Bretagna. Il titolo di principe di Rochefort fu creato come titolo ereditario nel 1728.
Sposò Eléonore Eugénie de Béthisy, figlia minore di Eugène Marie de Béthisy, Marquis de Mézières, ed Eléonore Oglethorpe, come sua sorella, una leale ed attiva giacobita, che a sua volta era figlia di Theophilus Oglethorpe, un soldato e deputato inglese. la coppia si sposò il 23 settembre 1722 ed ebbe quattro figli.
Il maggiore dei suoi due figli maschi, Charles Jules Armand, fu il padre di Charlotte Louise Dorothée de Rohan, la moglie segreta del duca di Enghien. Il figlio di Charles Jules Armand, Charles Louis Gaspard, sposò Marie Louise de Rohan, figlia di Henri Louis, principe di Guéméné (della linea principale) e Victoire Armande Josèphe de Rohan-Soubise (della linea mediana). Anche i discendenti di Charles rivendicano la pretesa sul ducato di Bouillon in virtù del matrimonio tra Charles Louis Gaspard e Marie Louise Joséphine de Rohan-Guéméné.
Charles ricoprì diversi incarichi di natura sia militare sia civile. 
Il 29 giugno 1734, durante la battaglia di San Pietro a Parma, Charles de Rohan-Rochefort, comandante del reggimento di Piccardia, rispose a un ufficiale del reggimento di Provenza, chi gli aveva domandato se volesse che la Provenza prendesse il posto della Piccardia al fronte, dicendo «Monsieur, vous saurez qu'on ne relève pas Picardie»: da qui trasse origine il motto dell'unità «On ne relève pas Picardie», ancor oggi motto del 1º reggimento di fanteria dell'esercito francese.
Fu nominato maresciallo di campo il 18 ottobre del 1734, quindi luogotenente generale delle armate il 13 febbraio del 1743 e governatore di Nîmes.
Charles morì all'età di sessantanove anni. Fu succeduto come capo della linea di Rochefort da suo figlio, Charles Jules Armand.

## Figli
- Éléonore Louise Constance de Rohan, Mademoiselle de Rochefort (15 gennaio 1728–1792) sposò Jean de Merode, figlio di Jean Philippe de Merode ebbe una figlia che fu la prima moglie di Ermanno di Hohenzollern-Hechingen;
- Charles Jules Armand, principe di Rochefort e Montauban (29 agosto 1729-18 maggio 1811) sposò Marie Henriette Charlotte d'Orléans ed ebbe figli;
- Louise Julie Constance, Mademoiselle de Montauban (28 marzo 1734-20 marzo 1815) sposò Luigi Carlo di Lorena, principe di Lambesc, un principe di Lorena. Attraverso la loro figlia Giuseppina, che sposò il principe di Carignano, gli attuali membri di casa Savoia sono diretti discendenti di Charles e sua moglie;
- Eugène Hercule Camille de Rohan (6 aprile 1737–1816) celibe.